# Ettella
Ettella (arabe : التلة) est un site naturel situé dans le gouvernorat de Kasserine, au sud-ouest de la Tunisie, et couvrant une superficie de 96 hectares. Il est classé comme une réserve naturelle en 1993.